# Babilônia
 (срп. Вавилон) бразилска је теленовела, продукцијске куће Реде Глобо, снимана 2015.

## Синопсис
Инес је огорчена и завидљива жена, која је у детињству увек била у сенци своје другарице Беатриз. Била је буцкаста и жртва малтретирања вршњака, док је Беатриз била лепа и популарна. Беатриз ју је бранила само да би показала колико је великодушна. Откако је Беатриз отишла да студира архитектуру у Америци, Инес је изгубила контакт са њом. Одувек је била опседнута њоме, тако да је током година скупљала исечке из часописа и новина у којима се писало о Беатриз и њена завист је расла. Инес је удата за Омера и има ћерку Алисе, док је Беатриз у браку са Евандром са којим има проблематичног посинка Густава.
Новела започиње радњом 10 година уназад, 2005. године, када им се путеви поново укрштају након много година, на прослави годишњице компаније Беатризиног мужа, где и Инесин муж ради као један од запослених. Инес покушава да успостави контакт са Беатриз, али она показује индиферентност. Инес се осети пониженом и у налету беса одлучује да прати Беатриз и успева да је услика како се љуби са шофером њеног мужа. Тада одлучује да се освети и креће да је уцењује спорним сликама. Беатриз на крају убија шофера и успева да увуче Инêс у злочин. Како схвата да не може да је уцењује више, Инес остаје у клопци и прихвата Беатризину нагодбу да унапреди њеног мужа и заборави на уцену.
Инес одлази у Дубаи, заједно са својом породицом. После мистериозне смрти њеног супруга Омера, Инес и њена ћерка Алисе одлучују да се врате у Бразил. Алисе постаје елитна проститутка, док јој послове уговара Инес, а њен макро Мурило се заљубљује у њу. Мурилова мајка и брат Винисиус не знају његово право занимање, јер је лагао да има други посао…

## Улоге
| Глумац:              | Улога:                |
| -------------------- | --------------------- |
| Камила Питанга       | Режина Роша           |
| Глорија Пирес        | Беатриз Амарал Ранжел |
| Адријана Естевес     | Инес Жункејра         |
| Фернанда Монтенегро  | Тереса                |
| Наталија Тимберг     | Естела Амарал         |
| Тијаго Фрагозо       | Винисиус              |
| Бруно Галијасо       | Мурило                |
| Софи Шарлот          | Алисе Жункејра        |
| Касио Габус Мендес   | Евандро Соуза Ранжел  |
| Габријел Брага Нунес | Луиз Фернандо         |
| Маркос Палмејра      | Адербал Пимента       |
| Таина Милер          | Крис                  |
| Шај Суеде            | Рафаел Амарал         |